# マリーナ・アンド・ザ・ダイアモンズ
マリーナ・アンド・ザ・ダイアモンズ（Marina and the Diamonds、本名 Marina Lambrini Diamandis、1985年10月10日 - ）は、ウェールズのシンガーソングライター。

## 経歴
ウェールズのブライナイ・グエントブリンマーで誕生する。父親は学術研究者のギリシャ人、母親はウェールズ人。姉ラフィナがいる。ギリシャ語を解せる。
誕生地近郊の村で育つ。幼少期、共感覚を持っていると診断される。子供の頃、聖歌隊に参加。ウェールズのモンマスにあるインデペンデント・スクールの女子校に通う。16歳の頃、両親がわかれたため、父親の母国ギリシャに約2年あまり居住、アテネにあるインターナショナルスクールに通った。
イギリスに帰国後、18歳の時にロンドンにあるダンススクールに約2か月間通った。この頃からオーディションを受け始める。2005年ごろにステージ名として初めてマリーナ・アンド・ザ・ダイアモンズを名のった。
ワーナー・ミュージック・グループの679 Recordings（679 Artists ）と契約する。2009年のイギリスBBCの「Sound of 2010」で第2位に選出された。2010年のNMEアワード、ブリットアワード、MTVヨーロッパ・ミュージック・アワード等でそれぞれの各部門にノミネートされた。レコードレーベルであるネオンゴールド・レコードからデビューシングル「Obsessions」を2009年2月14日、6月にEP『The Crown Jewels EP』をリリースした。翌年の2010年2月15日にリリースされたデビューアルバム『The Family Jewels』は全英アルバムチャートで第5位を記録、英国レコード産業協会からゴールドディスク認定された。アルバム『The Family Jewels』からのシングル「Hollywood」は全英シングルチャートで第12位を記録した。2012年4月27日に発売されたセカンドアルバム『Electra Heart』は全英アルバムチャートで首位を獲得した。セカンドアルバムからのリードシングルである「Primadonna」は数多くの国々のチャート上位に登場した。
彼女の歌唱についてはレジーナ・スペクター、ケイト・ブッシュ、スージー・アンド・ザ・バンシーズのスージー・スー、ヤー・ヤー・ヤーズのカレンO、フローレンス・アンド・ザ・マシーンのフローレンス・ウェルチ等によく比較される。また、音楽性はダニエル・ジョンストン、ブロディ・ドール、ブリトニー・スピアーズ、ブロンディ、パティ・スミス、PJ ハーヴェイ、ドリー・パートン、ニルヴァーナ、ヤン・ティルセン、ケイト・ブッシュ、エリオット・スミス、トム・ウェイツ、ガービッジ等から影響を受けた。

## ディスコグラフィー

### アルバム
| 年                                        | タイトル          | アルバム詳細 | チャート最高位 | チャート最高位 | チャート最高位 | チャート最高位 | チャート最高位 | チャート最高位 | チャート最高位 | チャート最高位 | チャート最高位 | チャート最高位 | 認定                           |
| 年                                        | タイトル          | アルバム詳細 | UK             | AUS            | AUT            | CAN            | GER            | IRE            | NZ             | SWE            | SWI            | US             | 認定                           |
| ----------------------------------------- | ----------------- | --- | -------------- | -------------- | -------------- | -------------- | -------------- | -------------- | -------------- | -------------- | -------------- | -------------- | ------------------------------ |
| 2010                                      | The Family Jewels | - 発売日: 2010年2月15日 - レーベル: 679, Atlantic - フォーマット: CD, LP, digital download - 全英売上: 19.5万枚 | 5              | 79             | 18             | —              | 12             | 9              | —              | —              | 100            | 138            | - UK: ゴールド - IRE: ゴールド |
| 2012                                      | Electra Heart     | - 発売日: 2012年4月27日 - レーベル: 679, Atlantic - フォーマット: CD, LP, digital download - 全米売上: 12.9万枚 | 1              | 32             | 25             | 50             | 17             | 1              | 31             | 41             | 11             | 31             | - UK: ゴールド - IRE: ゴールド |
| 2015                                      | Froot             | - 発売日: 2015年4月13日 - レーベル: 679, Atlantic - フォーマット: CD, LP, digital download - 全米売上: 7.5万枚  | 10             | 12             | 38             | 6              | 24             | 4              | 12             | 48             | 10             | 8              |                                |
| "—"は未発売またはチャート圏外を意味する。 |                   | |                |                |                |                |                |                |                |                |                |                |                                |

### EPs
- The Crown Jewels EP (2009年)
- iTunes Live: London Festival '09 (2009年)
- The American Jewels EP (2010年)
- iTunes Live: London Festival '10 (2010年)

### シングル
- Obsessions (2009年)
- Mowgli's Road　（2009年）
- Hollywood（2010年）
- I Am Not a Robot（2010年）
- Oh No! (2010年)
- Shampain　（2010年）
- Primadonna（2012年）
- Power & Control（2012年）
- How to Be a Heartbreaker（2012年）
- FROOT (2014年)
- Happy (2014年)
- Immortal (2015年)
- I'm a Ruin (2015年)

### PVs
- Seventeen (2008年)
- Obsessions (2008年)
- I Am Not a Robot (2009年)
- Mowgli's Road (2009年)
- Hollywood (2009年)
- Hollywood (Gonzales Remix) (2010年)
- Oh No! (2010年)
- Shampain (2010年)
- Fear and Loathing (2011年)
- Radioactive (2011年)
- Primadonna (2012年)
- Power & Control (2012年)
- How to Be a Heartbreaker (2012年)
- The State of Dreaming (2013年)
- Lies (2013年)
- Electra Heart (2013年)
- FROOT (2014年)
- Immortal (2014年)
- I'm a Ruin (2015年)
- Blue (2015年)